# Burgstall Londorf
Der Burgstall Londorf, auch Unterburg genannt, ist eine abgegangene Wasserburg an der Lumda auf einem künstlichen Hügel südöstlich von Londorf, größter Ortsteil der Gemeinde Rabenau, im Landkreis Gießen in Hessen.
Die Burg wurde von den Herren von Nordeck um 1250 erbaut und mit Adolf von Nordeck nach der Rabennau 1287 erwähnt. Im Zuge des Hessischen Bruderkrieges wurde die Burg vergeblich belagert und 1785 abgebrochen.
Die Burg wurde im Spätmittelalter erweitert und durch zwei weitere Burgen bzw. burgähnlich befestigte Gutshöfe ergänzt, die Mittelburg (errichtet ab 1555, mit heute noch existierendem Fachwerkhaus von 1696) und die Oberburg (Gutsbetrieb, Hauptgebäude um 1776). Die Gesamtanlage der drei Burgen nördlich der Lumda (Burgstraße 2–14, Gießener Straße 22) etwa eingegrenzt durch die Burgstraße und die Gießener Straße, wobei sich die Hauptgebäude der Burgen östlich des von Süd nach Nordost verlaufenden Teils der heutigen Burgstraße befanden und westlich davon die Burggärten vorgelagert waren und heute als Park gestaltet ist, wird auch als Gesamtanlage Burg Rabenau bezeichnet.